# Конституция на Таджикистан
Конституцията на Таджикистан (на таджикски: Конститутсияи Ҷумҳурии Тоҷикистон, на руски: Конституция Таджикистана) е приета на 6 ноември 1994 г. и е изменяна три пъти, на 26 септември 1999 г., на 22 юни 2003 г. и на 22 май 2016 г.
Конституцията e върховният нормативен акт с пряко приложение (член 10) на цялата територия на Таджикистан. Конституцията провъзгласява създаването на демократична, правова, светска и единна държава (чл. 1), където държавната власт се основава на принципа на разделение на властите (чл. 9). Като основен закон на държавата Конституцията определя структурата на правителството, основните права, свободи и отговорности на нейните граждани, както и правомощията на законодателната, изпълнителната и съдебната власт. Член 2 от Конституцията определя таджикския и руския като официални езици на Таджикистан; първият е национален (държавен) език, а вторият е „език на междуетническо общуване“.
Двукамарното Върховно събрание (парламентът) приема конституционни закони (чл. 61), закони (чл. 60) и решения (чл. 56 – 57), президентът приема укази и заповеди (чл. 70), а кабинетът на министрите (най-висшият орган на изпълнителната власт) приема решения и заповеди (чл. 74).

## Основни разпоредби

### член 1
Република Таджикистан е суверенна, демократична, конституционна, светска и унитарна държава.

### член 2
Държавният (национален) език на Таджикистан е таджикски. Руският ще бъде език на междуетническото общуване. Всички националности и народи, живеещи на територията на републиката, имат право да използват своя роден език.

### член 4
Столицата на Таджикистан е град Душанбе.

### член 5
Животът, честта, достойнството и другите естествени човешки права са неприкосновени. Правата и свободите на човека се признават, спазват и защитават от държавата.

### член 8
Общественият живот в Таджикистан се развива на базата на политически и идеологически плурализъм. Никоя отделна идеология, включително религиозна идеология, не може да бъде възприемана като държавна идеология.

### член 9
Държавната власт е разделена на законодателна, изпълнителна и съдебна.

### член 11
Таджикистан провежда миролюбива политика, зачита суверенитета и независимостта на други държави, определя външната си политика въз основа на международните норми. Военната пропаганда е забранена.

### член 12
Икономиката на Таджикистан се основава на различни форми на собственост. Държавата гарантира свободата на икономическата и предприемаческата дейност, равенството на правата и правната защита на всички форми на собственост, включително частната собственост.

### член 13
Земята, минералните ресурси, водата, въздушното пространство, животинският и растителният свят и други природни ресурси са изключителна собственост на държавата и държавата гарантира ефективното им използване в интерес на хората.

## Други глави
- Глава 2 (членове 14 – 47) се занимава с правата на човека, свободите и основните задължения на гражданите и жителите
- Глава 3 (членове 48 – 63) е посветена на законодателната власт Маджлиси Оли (Върховното събрание). Съгласно Конституцията от 1999 г. Маджлиси Оли се състои от две камари: Народното събрание, горната камара, и Събранието на представителите, долната камара.
- Глава 4 (членове 64 – 72) е посветена на президентската власт. Според Конституцията от 1999 г. президентът се избира за срок от 7 години на преки народни избори. Един президент не може да служи повече от два последователни мандата (член 65, изменен на референдума през юни 2003 г.).
- Глава 5 (членове 73 – 75) регламентира изпълнителната власт
- Глава 6 (членове 76 – 80) регламентира местното самоуправление
- Глави 8 и 9 (членове 84 – 97) регламентират съдебната власт